# کارل-هاینتس متسنر
کارل-هاینتس متسنر (به آلمانی: Karl-Heinz Metzner) بازیکن فوتبال و مهاجم اهل آلمان است که از سال ۱۹۵۲ میلادی عضو تیم ملی فوتبال آلمان بوده‌است. وی در ۲ بازی ملی حضور داشته است و آخرین بازی ملی خود را در سال ۱۹۵۳ میلادی انجام داد. کارل-هاینتس متسنر در بازی‌های ملی‌اش گلی به ثمر نرساند.